# Japansk järnek
Japansk järnek (Ilex crenata) är en art i familjen järneksväxter och kommer ursprungligen från Kurilerna, Sachalin, Korea, östra Kina, Taiwan och Japan. Arten odlas som trädgårdsväxt I Sverige.

## Synonymer
För vetenskapliga synonymer, se Wikispecies

### Webbkällor
- Aldén, B. & Ryman, S. (red.) (2005-). ”Svensk Kulturväxtdatabas (SKUD)”. CBM, Alnarp. http://skud.info. Läst 22 september 2009.
- Wikimedia Commons har media som rör Japansk järnek.